# Valentín Lamas Carvajal
Valentín Lamas Carvajal (Ourense 1849 - 1906) fou un escriptor gallec, un dels precursors del Rexurdimento. Juntament amb Manuel Murguía fou un dels fundadors de la Real Academia Gallega.
A la seva poesia —Saudades galegas (1880), A musa das aldeas (1890)— conreà un costumisme d'arrel rural on abunda la nota sentimental i de denúncia social. Fou un dels iniciadors del periodisme en gallec amb O Tio Marcos d'a Portela. La seva obra en prosa O catecismo do labrego (1889), publicada sota el pseudònim de Fray Marcos da Portela, és una paròdia del Catecismo cristiano de G. Astete, on, per mitjà de preguntes i respostes, hom posa en relleu la dramàtica situació dels camperols gallecs. És l'obra en prosa gallega més àmpliament difosa, fins i tot avui, i una de les peces més importants de la literatura social peninsular.

## Obra
- Espiñas, follas e frores (1875)
- Saudades gallegas (1880)
- Gallegada (1887)
- Catecismo do labrego (1889)
- A musa das aldeas (1890)